# Megan Nicole Flores
Megan Nicole Flores (Texas, 1 de septiembre de 1992) simplemente conocida como Megan Nicole, es una cantautora estadounidense que debutó en YouTube en 2008.

## Primeros años
Megan Nicole nació en Houston, Texas, sus padres son Tammy y Daniel Frankie Flores y tiene una hermana menor llamada Maddie Taylor. Nicole se crio en Katy, Texas y nació su interés por la música a los 10 años de edad, cuando su padre compró una máquina de karaoke. Nicole también contribuyó en programas musicales de su iglesia, participando en una banda de la iglesia durante la escuela secundaria y el coro durante la escuela media.

## Carrera artística
En 2009, Nicole subió su primer video en YouTube, su versión de "Use Somebody" por Kings of Leon. Siguió subiendo más Videos Musicales y versiones en su canal de YouTube, que incluyendo canciones de Bruno Mars, Katy Perry, Justin Bieber, Miley Cyrus, Taylor Swift, Selena Gómez, Lorde One Direction y otros artistas. También tiene varias colaboraciones con otros artistas de YouTube como Tiffany Alvord, Alyssa Bernal, Madilyn Bailey, Tyler Ward, , David Días, Conor Maynard y Lindsey Stirling
Nicole lanzó su primera canción original, "Bea-utiful", el 15 de julio de 2011. Escrito por Nicole, Lairs Johnston, Stephen Folden, y Tom Mgrdichian, la "cancioncilla pop" recibió un millón de visitas después de dos días y tuvo 27 millones de visitas en noviembre de 2013.
En agosto de 2012, Nicole firmó con Bad Boy Records En septiembre de 2012, Nicole alcanzó el número 29 en el  Billboard  Social 50 en su cuarta semana en la lista de popularidad
Un artículo publicado en abril de 2014 en  The News Tribune , dijo que en YouTube, Nicole tenía 1,5 millones de suscriptores y 350 millones de reproducciones de vídeo. También actuó en la Pre-fiesta para la 2014 Radio Disney Music Awards
El 19 de agosto de 2014, lanzó su sencillo "Electrified". Este fue su primer sencillo de su álbum debut  Escape , que es una versión independiente sobre Hume Records, después de su salida de Bad Boy Records.  Escape  tiene 5 nuevas canciones originales, todos coescrito por Nicole y Mgrdichian y publicado el 14 de octubre de 2014. El video musical 80's-inspiradas para "Electrifed" se estrenó en People.com, el 16 de septiembre de 2014.
En octubre de 2014, lanzó su EP "Escape" y cuenta con más de 2,5 millones de suscriptores y más de 521 millones visitas.
Nicole lanzó el videoclip de "FUN" de su EP "Escape" el 21 de noviembre de 2014, de los 2015 YTMAs y aparece en YouTube Música. El vídeo recibió 1,4 millones de visitas después de una semana.
Protagonizó su primer largometraje Summer Forever junto a Alyson Stoner y Anna Grace Barlow, Fue lanzado el 4 de septiembre de 2015, a través de plataformas de video bajo demanda, como YouTube o similares.

## Vida personal
En marzo de 2017, Nicole se comprometió con Cooper Green. Se casaron el 1 de julio de 2017.

## Discografía

### EP
| EP and studio álbum Information |
| --- |
| ESCAPE - Lanzado: 14 de octubre de 2014 (U.S.) - Label: Hume Records - Produjo: Tom Mgrdichian - Tipo de álbum: Studio Álbum - Tracklisting: - 1. Electrified - 2. Fun - 3. Alright - 4. Escape - 5. Courageous |

### Singles
| Título                   | Año  |
| ------------------------ | ---- |
| "B-e-a-utiful"           | 2011 |
| "Summer Forever"         | 2013 |
| "Never Wanna Let You Go" | 2014 |
| "Never Have I Ever"      | 2014 |
| "Electrified"            | 2014 |
| "FUN"                    |      |